# F1ドリーム
『F-1ドリーム』 (F-1 Dream) は、1988年にカプコンより稼働されたアーケード用レースゲーム。北米ではRomstarより稼働された。トップビューで箱庭タイプの全方向スクロール画面構成を用い、フォーミュラカーレースをモチーフとしている。
1989年にPCエンジンに移植された。

## システム
本作は1レバー・2ボタンの構成で、競合他社が擬似3Dの体感ゲーム移行後の時期に、特殊コンパネを必要としない、テーブル／アップライト筐体用として作られた｡
本戦に絡んでくるドライバーは7名、各カテゴリコース数は4種で、実際のモンテカルロ市街地コースや、短縮されているものの鈴鹿サーキット等代表的なサーキット形状を模しているステージも存在する｡
アーケード版では予選の存在や下位カテゴリからのステップアップやスポンサーの概念（アーケード版はF3000→F1）、レース上のダメージ回復によるピットインの概念も盛り込まれている。
- 操作方法は8方向レバーとLO/HIギアでのアクセル2種。ブレーキはエンジンブレーキのみでアクセルボタンを放せば即座に利く。ボタンを押している長さでスピードアップする。
- レバー操作は進行方向である3方向(例として上に向かっている時は左上/上/右上)若しくは左右が有効。この為、この系統の作品としては下方向に向かっている時の左右逆操作時のレバー操作に慣れていないユーザーでも解り易い操作方法となった。
- 自然吸気（NA）車とターボ車が選べるようになっており、NA車は実質2スピード。ターボ車はHIギア使用時にLOギアボタンを押す事でターボが掛かるようになっている。
- トップビュー全方向、箱庭タイプの作品としてコーナリングフォースの概念が用いられたゲームであり、HIギア最高速で回ろうとするとコーナー角度よりマシン回転が大回りになる。このため、このタイプの作品としては直角以上のコーナーではLOギアに落とす事が求められはじめた作品でもある。
- コーナーでダートに入って減速するとターボは利かないが、再びコースに戻ってターボ使用可能速度域に達すれば、再びターボを掛けることができる。このため、操作系でパニックに陥ってターボ操作手順のやり直しをする心配がない程の難易度調整が図られているものの、接触時は再び減速時からLOで再スタート後同手順でターボを利かせないとならない。
- NA車はトップスピードで不利ではあるが、ギアボックスとタイアの消耗率やコントロール性で有利となる利点がある。ただ現実的には表彰台圏内には絡めないバランス調整だった。

## ゲームルール
- 各カテゴリー第一戦より予選タイムアタック→本戦。ただし予選はスタートラインからのゼロスタートとなる。
- 画面下中央に表示される規定LAPを孕んで来るアザーカーやコースを横切る観客、フェンス等の障害物を避けつつ6位以内でフィニッシュラインを通過すればフィニッシュ。
- ゲームオーバー条件は「予選での規定LAP消化前のタイムアップ」「ダメージが込んでリタイア」「7位以下のポイント圏外でのフィニッシュ」。
- 様々な障害物に接触するとスピンアウト。進行方向にレバーを入れていないと関係ない方向へマシンが向いてしまう。G/Bゲージにダメージ減算が反映され、体制を立て直すまでタイム・順位をロスする。
- スタート形式はスタンディングスタート。グリッド順は初戦は予選順位に準じて。次戦より直前のレースでフィニッシュした時の順位でのグリッド順となり、史実のF1/F3000とは異なっている。
- 常に3位以上に入っていればチームスポンサーが変わりマシンがパワーアップ。それに連れてトップスピードが稼げるが、コーナリング時の回転挙動がスリッピーになる。
- 標準設定では12ポイント獲得でF1へステップアップ(最短で2戦)。こちらは基板のDIPスイッチで20ポイントまで4段階の難易度調整が可能。

## その他の特徴
- マシンのパワーアップ加減や操作の荒さ、天候によってタイヤ消耗度とG/B消耗度が変化するため、規定周回数内でピットインを要するコースも存在する。
- 一周目より1位トップで特に速いペースだと何故か周回遅れの紫のアザーカーがコース後半で現れる。
- 周回が進むに連れコース中にスピンアウト/炎上リタイアするアザーカーと言った障害物がコースへ浮上、アザーカー停止位置がフェンス付近のアウト側に居て孕んだ時にフェンスの当り判定の隙間にめり込む様にフェンス向こうのコース外ないしコース内にショートカットの要領で復帰した場合はコントロールラインを通過しても周回がカウントされない。コース外の場合は画面が追随されない場合が多いため、画面外(MAP上は見えないが別コースがコースパレット上配置されている)からの復帰が不可能なバグが存在する。
- コースコンディションがWETの時はグリップがスリッピーとなる。

## 移植版
| No. | タイトル   | 発売日        | 対応機種   | 開発元        | 発売元        | メディア          | 型式    | 売上本数 | 備考 |
| --- | ---------- | ------------- | ---------- | ------------- | ------------- | ----------------- | ------- | -------- | ---- |
| 1   | F1ドリーム | 1989年8月25日 | PCエンジン | NECアベニュー | NECアベニュー | 2メガビットHuCARD | AC89002 | -        |      |

PCエンジン版
オリジナルモードとして公道レースからのスタート、メカニックが雇える等のフューチャーがある。パスワード制。

## 評価
PCエンジン版
ゲーム誌『ファミコン通信』の「クロスレビュー」では4・6・7・6の合計23点（満40点）、『月刊PCエンジン』では75・75・75・80・80の平均77点（満100点）、『マル勝PCエンジン』では7・6・7・8の合計28点（満40点）、『PC Engine FAN』の読者投票による「ゲーム通信簿」での評価は以下の通り19.76（満30点）点となっている。また、この得点はPCエンジン全ソフトの中で348位（485本中、1993年時点）となっている。
| 項目 | キャラクタ | 音楽 | 操作性 | 熱中度 | お買得度 | オリジナリティ | 総合  |
| 得点 | 3.28       | 3.24 | 3.21   | 3.57   | 3.25     | 3.21           | 19.76 |